# Hutnianska jaskyňa
Hutnianska jaskyňa je přírodní památka ve správě příspěvkové organizace Správa slovenských jeskyní.
Nachází se v katastrálním území obce Bretka v okrese Rožňava v Košickém kraji. Území bylo vyhlášeno v roce 2013. Ochranné pásmo nebylo stanoveno.